# Torrent de la Font de l'Arrel

El Torrent de la Font de l'Arrel, respecte del terme de Castellcir

El torrent de la Font de l'Arrel és un torrent dels termes municipals de Moià i de Castellcir, a la comarca del Moianès.
Es forma en el vessant sud-oest del Pla de la Rovira, des d'on davalla cap al sud-oest, fa durant un breu tram de termenal entre Moià i Castellcir, passa pel nord i nord-oest de la masia de les Berengueres, i s'ajunta amb el Sot del Sastre a llevant dels Plans de la Tuta i a ponent de les Berengueres per formar el torrent de les Berengueres.